# Free Software Foundation of India
Free Software Foundation of India（略称FSFI）は米国に基盤を持つフリーソフトウェア財団（Free Software Foundation、略称FSF）のインドにおける姉妹団体である。2001年7月20日にケーララ州・州都ティルヴァナンタプラムに非営利団体として設立された。FSFIは、インドにおける自由ソフトウェアの利用、開発の促進を主張する。この中には、人々に自由ソフトウェアについての啓蒙を行う、自由ソフトウェアがインドのような開発途上国の経済をどのように助けるのか、といったテーマが含まれる。FSFIは非自由ソフトウェアを解決手段とは見なさず、問題を解決することの障害であると見なす。インドでは、自由ソフトウェアは時折、現地にちなんだ言葉で、swatantra software（サンスクリットで「自由なソフトウェア」）と呼ばれる。
2004年、FSF創設者リチャード・ストールマンと当時のインド大統領、A・P・J・アブドゥル・カラーム博士が会談を持ち、その後アブドゥルは、インドの計算機科学者や専門家に研究開発における自由ソフトウェアやオープンソースソフトウェアの利用を強く勧めるようになった。

## ロゴ
FSFIのロゴの左半分は、インド国旗にもあしらわれている有名なアショーカ法輪（アショーカ・チャクラ、Ashoka Chakra）に似ており、一方右半分は、CDをイメージしている。両者のシンボルの組み合わせは、政治的自由とソフトウェア的自由の間の類似性に注意を引くことを意図しており、FSF、そしてFSFIは後者を促進する役目を持つ。
アショーカ法輪は、加えて、ヒンドゥー教における時の象徴を長らく表しており、マハトマ・ガンディーの糸車（charkha、チャルカ）との類似性についても語られる。それ故この文脈においては、大英帝国の支配下からインドの自由を得るに至ったインド独立運動を象徴する。

## 組織構成
FSFIの組織構成は以下の通り。

### 理事会
- ナーガールジュナ・G（wikidata）（Nagarjuna G.（Gnowgi）） - 代表
- Arun M. - 書記
- Anand Babu
- V. Sasi Kumar
- Y. Kiran Chandra

### 作業グループ
- Abhas Abhinav
- Abhradip Mukherjee
- フレデリック・ノローニャ（英語版）（Frederick Noronha）
- Renuka Prasad
- Sasi PM
- Sayamindu Dasgupta
- Satish Babu
- Sunil Mohan Adapa
- Suraj
- Tathagata Banerjee
- Warren Brian Noronha

### ウェブページ管理者
- Anivar Aravind
- Alpesh Gajbe
- Praveen A
- Sayamindu Dasgupta
- Sunil Mohan Adapa